# Melanohalea gomukhensis
Melanohalea gomukhensis är en lavart som först beskrevs av Divakar, Upreti & Elix, och fick sitt nu gällande namn av O. Blanco, A. Crespo, Divakar, Essl., D. Hawksw. & Lumbsch. Melanohalea gomukhensis ingår i släktet Melanohalea och familjen Parmeliaceae.   Inga underarter finns listade i Catalogue of Life.